# Asperula fedtschenkoi
Asperula fedtschenkoi là một loài thực vật có hoa trong họ Thiến thảo. Loài này được Ovcz. & Tschernov mô tả khoa học đầu tiên năm 1961.